# Gunsberg Izidor
 Ez a cikk a sakkjátszmák algebrai lejegyzését alkalmazza.
Gunsberg Artúr Izidor (eredeti családneve: Günsberg vagy Günzberg) (Pest, 1854. november 1. – London, 1930. május 2.) magyar, majd brit sakkozó volt, világbajnokjelölt, nagymester, Nagy-Britannia háromszoros bajnoka, Németország bajnoka.
Kora egyik legerősebb sakkozója. Az 1880-as évek végén és az 1890-es évek elején a világ egyik legerősebb sakkjátékosaként tartották számon. 1885-ben a Német Sakkszövetség kongresszusával egyidejűleg rendezett versenyen megszerzi a Németország sakkbajnoka címet. Nagy-Britannia háromszoros sakkbajnoka. A Chessmetrics számításai szerint pontértéke alapján 1889 februárban a világranglista 1. helyén állt. Legmagasabb értékszámát 1889 júliusban érte el 2774 ponttal.
Bár véglegesen már 1876-ban Nagy-Britanniába költözött, de csak 1908. május 12-én lett brit állampolgár, ezért jogosan tekinthető az első magyarnak, aki a sakkvilágbajnoki címért mérkőzött. Az 1890–1891-ben Wilhelm Steinitz elleni párosmérkőzésen azonban 10,5–8,5 arányban alulmaradt. 1906-ban a nagymesterek szövetsége az elsők között ítélte számára a nagymesteri címet.

## Élete
Günsberg Ábrahám és Tarpat Katalin (Katharine Gunsberg) második gyerekeként hatgyermekes zsidó családban született. Apja a mai Ukrajna területén fekvő Kamenyec-Podolszkban született, 1876-ban halt meg. Anyja, nem sokkal Izidor legkisebb testvére születése után 1869-ben hunyt el.
Gyerekkorában Európa több országában éltek. Először nyolcéves korában, 1862/63-ban élt egy ideig Angliában, majd rövid Magyarországra visszatérés után 1867-től néhány évig Párizsban, és az 1870-es évek elején Ausztriában éltek. Gyakori utazásaik magyarázata, hogy apja kereskedő volt, aki a lengyel Zelinski gróf boraival kereskedett. 1876-tól élt Londonban.
Először 1879-ben nősült meg, felesége Jane Isaacs. Hat gyerekük született, akik közül három egészen fiatalon meghalt. Jane Isaacs 1891-ben 38 éves korában meghalt. Második felesége Miriam Clarke, akivel 1893-ban házasodott össze, és két lányuk született. Ez a házasság azonban csak rövid ideig tartott, mert felesége 1897-ben 39 éves korában ugyanolyan betegségben, mint első felesége, meghalt. 1898-ban házasodott meg harmadszor, felesége Agnes Jane Ramage, akitől egyetlen gyermeke született. Agnes Ramage túlélte férjét, 1949-ben halt meg.
Gunsberg Izidor 75 éves korában, 1930-ban szívelégtelenségben következtében hunyt el Londonban.

## Sakkpályafutása

### Korai évei
Apja tanította meg sakkozni 11 éves korában. 1867-ben apja elvitte a párizsi nemzetközi sakkversenyre, és gyakran megfordultak a sakkozók törzshelyén, a Café de la Régence-ben. Több játszmát is játszott neves mesterekkel, akik bástya vagy vezér előnyt adtak neki, és ezeket a játszmákat megnyerte. Emiatt csodagyerekként tekintettek rá, és második Morphyként emlegették. 1867 végén ismét Pesten vannak, ahol egy játszmája egy neves pesti mester ellen a Magyarország és a nagyvilág című hetilapban leközlésre is került. A rovatvezető megjegyzése: „…életkorához képest mind elméletileg, mind gyakorlatilag bámulatosan magas fokán áll a kiképzettségnek, reméljük, hogy néhány év múlva kinövi magát világhírű mesternek.”
1876-ban költözött Londonba, ahol belépett a közel 1000 tagot számláló Zsidó Munkásklubba, amely erős sakkcsapattal rendelkezett. 1877-ben már az ő vezetésével győzték le a konkurens Bermondsey csapatát, és játékát a korabeli sajtó egy felkelő csillag fényességéhez hasonlítja.
1878-ban lesz a Kempelen Farkas „A Török” nevű sakkautomatája mintájára Charles Gumpel által épített „Mephisto” sakkautomata operátora, amelyért megélhetését biztosító fizetést kapott. Vélhetően 1883-ig működtette az eszközt, 1884-ben már bizonyíthatóan nem ő volt annak operátora. 1885-től már hivatásos sakkozóként tartotta fenn magát és családját, emellett folyóiratokban publikált.

### Versenyzői évei
Első komoly, többjátszmás mérkőzését a neves angol mester Joseph Henry Blackburne ellen 1881-ben játssza. A figyelmet 1883-ban vonta magára, amikor negyedik helyezést ért el a Vizayanagaram hindu rádzsa díjáért folyó versenyen, és eredménye alapján meghívták a rangos nürnbergi nemzetközi versenyre. Ez a verseny ugyan nem sikerült jól, de 1885-ben már megnyeri a nagy hamburgi versenyt, amellyel a Németország bajnoka címet is megszerzi. Ezt követő versenyein egy-két kisiklástól eltekintve az élmezőnyben végez, többet meg is nyer. Több párosmérkőzést is játszik vezető mesterekkel szemben, amelyeken 1886 után nem talál legyőzőre, kivétel a Csigorin elleni döntetlen 1890-ben, valamint a Steinitz elleni vereség a világbajnokságért folyó mérkőzésen.
| Év   | Helyszín                  | +  | –  | =   | Pont/Játszma | Hely.  |
| ---- | ------------------------- | -- | -- | --- | ------------ | ------ |
| 1883 | London                    | 18 | 5  | 2   | 19/25        | 4.     |
|      | Nürnberg                  | 4  | 12 | 2   | 5/18         | 17–18. |
| 1885 | Hamburg                   | 11 | 4  | 2   | 12/17        | 1.     |
|      | Hereford                  | 4  | 3  | 3   | 5½/10        | 5–6.   |
|      | London                    | 13 | -  | 2   | 14/15        | 1.     |
| 1886 | London                    | 7  | 3  | 2   | 8/12         | 3–4.   |
|      | Nottingham                | 5  | 2  | 2   | 6/9          | 3–4.   |
|      | London                    | 5  | 2  | -   | 5/7          | 2–3.   |
| 1887 | Frankfurt                 | 5  | 8  | 7   | 8½/20        | 14–16. |
|      | London                    | 8  | 1  | -   | 8/9          | 1–2.   |
|      | London (hendikep verseny) | 8  | 3  | 3   | 9½/14        | 3–4.   |
| 1888 | Bradford                  | 12 | 1  | 3   | 13½/16       | 1.     |
|      | London (klub verseny)     | 16 | -  | 1   | 16½/17       | 1.     |
|      | London (hendikep verseny) | 10 | 2  | 2   | 11/14        | 1–2.   |
|      | London (nemzeti verseny)  | 5  | -  | 5   | 7½/10        | 1–2.   |
| 1889 | New York                  | 26 | 7  | 5+4 | 28½/38       | 3.     |
|      | Breslau                   | 7  | 4  | 6   | 10/17        | 4–7.   |
|      | Amszterdam                | 2  | 2  | 4   | 4/8          | 5.     |
| 1890 | Manchester                | 9  | 5  | 5   | 11½/19       | 5–6.   |
| 1892 | London                    | 2  | 5  | 1   | 2½/8         | 4.     |
| 1895 | Hastings                  | 7  | 10 | 4   | 9/21         | 15–16. |
| 1900 | London                    |    |    |     | 9/12         | 2–3.   |
| 1901 | Monte-Carlo               | 5  | 5  | 8   | 9/18         | 7–8.   |
| 1902 | Monte-Carlo               | 9  | 8  | 7   | 12½/24       | 10.    |
|      | Hannover                  | 3  | 8  | 6   | 6/17         | 16.    |
| 1903 | Bécs                      | 1  | 15 | 2   | 2/18         | 10.    |
| 1904 | Monte-Carlo               | 1  | 3  | 6   | 4/10         | 4.     |
|      | London                    |    |    |     | 11/16        | 3–5.   |
|      | London                    |    |    |     | 10/17        | 4–5.   |
| 1908 | Tunbridge Wells           |    |    |     | 6/11         | 3–6.   |
| 1911 | San Remo                  | 3  | 2  | 5   | 5½/10        | 6–7.   |
|      | Tunbridge Wells           |    |    |     | 6/11         | 3–6.   |
| 1914 | Dartford                  |    |    |     | 4/5          | 2.     |
|      | Dartford                  |    |    |     | 3/3          | 1.     |
|      | Szentpétervár             | -  | 8  | 2   | 1/10         | 11.    |
|      | Chester                   |    |    |     | 6½/10        | 3.     |

Legértékesebb eredménye a hamburgin kívül az 1889-ben New Yorkban rendezett versenyen elért 3. helyezése, fél ponttal lemaradva a győztes Csigorin mögött. Játékerejét, és elismertségét jelzi, hogy 1889-ben, amikor Wilhelm Steinitz megvédte világbajnoki címét Csigorinnal szemben, akkor tekintélyes körök szóba hozták, hogy Gunsberg lett volna a legjogosultabb a világbajnoki címért folyó küzdelemre. Erre a párosmérkőzésre Steinitz és Gunsberg között 1890-ben aztán sor is került.
A világbajnoki párosmérkőzés után érthetetlen rohamos hanyatlás következik be játékában. Többé már nem tudott kiemelkedő sikert felmutatni. Korábbi eredményeit azonban méltányolták, és amikor a nagymesterek szövetsége 1906-ban megállapította a nagymesterré elismerés feltételeit, már az első tanácskozáson nagymesterré nyilvánították. 1914-ben Szentpéterváron játszott utoljára erős sakkversenyen, élete utolsó 25 évében komolyabb versenyen már nem vett részt.
| Év   | Helyszín | Ellenfél         | + | – | = | Pont     |
| ---- | -------- | ---------------- | - | - | - | -------- |
| 1881 | London   | Blackburne       | 4 | 7 | 3 | 5,5–8,5  |
| 1886 | London   | Henry Bird       | 5 | 1 | 3 | 6,5–2,5  |
| 1887 | Bradford | Blackburne       | 5 | 2 | 6 | 8–5      |
| 1888 | London   | Francis Lee      | 3 | - | 2 | 4–1      |
|      | London   | James Mortimer   | 4 | - | 1 | 4,5–0,5  |
| 1889 | London   | Henry Bird       | 3 | 2 | - | 3–2      |
| 1890 | Havanna  | Csigorin         | 9 | 9 | 6 | 12–12    |
| 1891 | New York | Wilhelm Steinitz | 4 | 6 | 9 | 8,5–10,5 |

## A világbajnoki párosmérkőzés
1890-ben Gunsberg párosmérkőzésre kihívta a világbajnoki címét Csigorin ellen megvédő Steinitzet. A világbajnok, aki az őt szintén kihívó Bird és Mason eredményeit nem tartotta elfogadhatónak, ezúttal méltónak tartotta kihívóját. A mérkőzés 1890. december 9-én kezdődött és 1891. január 22-ig tartott New Yorkban.
A feltételeket a világbajnok szabta meg: a mérkőzés 10 nyert játszmáig szól a 20 játszmásra tervezett mérkőzésen, amelyen  9–9 állásnál a világbajnok megtartja címét, illetve ha a 20. játszma elérésekor még egyik fél sem nyert 10 játszmát, akkor az akkori állás szerinti eredményt tekintik végeredménynek.
A mérkőzés jól indult Gunsberg számára, az 5. forduló után a nyert játszmákat tekintve 2–1 arányban vezetett, a 10. játszma után azonban már Steinitz 4–2-es vezetésével léptek a második szakaszba. Gunsberg ugyan még tudott szépíteni a 12. játszmában, de a kétpontos előnyét megtartva Steinitz a 19. játszma után győztesként állhatott fel az asztaltól. Ezzel másodszor védte meg világbajnoki címét.
A mérkőzésről Dr. Tarrasch, a kor jelentős játékosa és szakírója az alábbiakat írta a Deutsche Schachzeitungban: „Gunsberg az első, aki Steinitzcel szemben a modern iskola fegyverzetével  vette fel a küzdelmet. … S ha nem is tudta legyőzni Steinitzet, megmutatta, hogy Steinitz legyőzhető. Csak egy kicsivel kellett volna több erély a támadásban, s valamivel több szívósság a védekezésben, és sikerült volna neki…”
A mérkőzés érdekessége még, hogy bár akkor Gunsberget már általánosan angolnak tekintették (bár az angol állampolgárságot csak 1908-ban kapta meg), Steinitz a beszámolóiban következetesen magyarnak nevezte.

### Eredmények
| Játékos          | Ország                                        | 1 | 2 | 3 | 4 | 5 | 6 | 7 | 8 | 9 | 10 | 11 | 12 | 13 | 14 | 15 | 16 | 17 | 18 | 19 | Pont |
| ---------------- | --------------------------------------------- | - | - | - | - | - | - | - | - | - | -- | -- | -- | -- | -- | -- | -- | -- | -- | -- | ---- |
| Wilhelm Steinitz | Amerikai Egyesült Államok                     | ½ | 1 | ½ | 0 | 0 | 1 | 1 | ½ | ½ | 1  | ½  | 0  | 1  | ½  | ½  | 0  | ½  | 1  | ½  | 10½  |
| Gunsberg Izidor  | Osztrák–Magyar Monarchia · Egyesült Királyság | ½ | 0 | ½ | 1 | 1 | 0 | 0 | ½ | ½ | 0  | ½  | 1  | 0  | ½  | ½  | 1  | ½  | 0  | ½  | 6½   |

### A párosmérkőzés játszmái
- Steinitz–Gunsberg világbajnoki párosmérkőzés játszmái

## A párosmérkőzés utáni élete
Első felesége elhunyta miatt rá hárult három kiskorú gyereke eltartása és felügyelete, ezért családi és pénzügyi problémái miatt kevesebbet tudott versenyezni, külföldi versenyen való részvétel szóba sem jöhetett, de még Londontól távoli sem. 1892-ben egyetlen versenyen indult, amelyen a másfél év kihagyás érződött, és az 5 résztvevő közül a 4. lett. Következő versenyére 1895-ben, már második házassága idején került sor, amelyen szintén a mezőny végén végzett. Külföldi versenyekre harmadik házassága idején nyílt lehetősége, de már ezeken sem tudott az élmezőnybe kerülni.
Ebben az időszakban – főleg a pénzkereset miatt – kezdte el szakírói munkásságát. 1893-ban indította Over the Chess Board című rovatát a St. James’s Budget képes hetilapban, amelyet 1900. júliusig írt. 1893. júniusban indította sakkrovatát a Pall Mall Gazette folyóiratban, és 1894. januárban kezdte hosszú ideig futó rovatát a The Penny illustrated Paper című magazinban. Könyvet fordított, és az egyetlen általa írt könyv a Sakkmegnyitások (Chess Openings) 1895-ben jelent meg először a George Bell and Sons-nál, majd még 30 éven keresztül folyamatosan újranyomták.
1900-ban felcsillant a remény visszatérésére, amikor egy kisebb jelentőségű meghívásos versenyen – amelyen nagyrészt amatőrök indultak – a 2. helyen végzett, fél ponttal lemaradva a győztes Teichmann mögött. 1901-ben és 1902-ben Monte-Carlóban a középmezőnyben végzett, csak egy-egy alkalommal csillantva fel játékerejét, például Marshall és Maróczy, illetve Csigorin elleni győzelme során.
Pénzügyi helyzete 1914-ben drasztikusan romlott, amikor a kirobbant háború miatt az újságok beszüntették a sakkrovatokat. Tovább nehezítette helyzetét, hogy az Evening News megjelentetett egy cikket arról, hogy Gunsberg sakkrovatainak megállapításai hibásak. Az ezzel kapcsolatos pert végül megnyerte, de szakírói hírén akkor is csorba esett. A háború után a Nash’s Illustrated Weekly című újságban vezetett sakkrovata csak pár hónapot élt. Bevételét egy-egy szimultánnal tudta csak növelni.
Anyagi helyzete drasztikusan romlott, amikor bankja 1924-ben csődöt jelentett. 1925-ben még játszott egy kisebb versenyen Nizzában, amely a francia sakkbajnoksággal egyidejűleg zajlott. Ebben az évben meghívták a Marienbadban rendezett verseny főbírójának. 1925 és 1928 között vezette a Telegraph sakkrovatát. Az utolsó ismert verseny, amelyen részt vett, 1927-ben 73 éves korában a franciaországi Hyéresben rendezett verseny volt, amelyen kilenc játszmából 3 pontot ért el, de a 2, helyezett ellen győzni tudott.
75. születésnapjáról széles körben megemlékeztek. Nehéz anyagi helyzetét látva több sakk-klub és magánszemélyek gyűjtést szerveztek számára. 1930. május 2-án hunyt el szívelégtelenségben. Stretham Park temetőben temették el, de sírjának már nincs nyoma.

## Sakkelméleti munkássága
A nevéhez fűződik a Skót-játék Paulsen-változatában változatában az 1. e4 e5 2. Hf3 Hc6 3. d4 exd4 4.Hxd4 Fc5 5. Fe3 Vf6 6. c3 Hge7 7. Fb5 utáni 7. – Hd8 lépés, amelyet a változat Gunsberg-védelmének neveznek (ECO C45), és amelyet 1881-ben a Blackburne elleni első párosmérkőzésen játszott meg.
Ugyancsak a nevéhez fűződik a Négyhuszáros játék dupla spanyol-változatában az 1. e4 e5 2. Hf3 Hc6 3. Hc3 Hf6 4. Fb5 Fb4 5. 0-0 0-0 6. Hd5 Hxd5 7. exd5 utáni 7. – e4 lépés, amelyet ma is Gunsberg-ellencselnek (ECO C49) neveznek. Ezt a lépést először 1883-ban Londonban a Vizayanagaram-versenyen játszotta meg Ranken ellen.
Még jelentősebbnek tartják a Négyhuszáros játékban a Gunsberg-változatot (ECO C47) az 1. e4 e5 2. Hf3 Hc6 3. Hc3 Hf6 4. a3 lépéssel a 4. Fb5 lépés helyett, amelyet először a Blackburne elleni 1887-es párosmérkőzésének első játszmájában lépett meg, majd ugyanebben az évben Johannes Zukertort ellen is megjátszott Bradfordban.

## Szakírói munkássága
- The Chess Column of the Evening Post 1889.
- The Chess Column of the World 1891.
- The Chess openings, 1895., George Bell and Sons.
- Kongressbuch des Internationalen Schach-Turniers zu Marienbad 1925 Gunsberg, Isidor Arthur. – Zürich : Ed. Olms, 1988, Nachdr. d. Ausg. Berlin, Schachverl. Kagan, 1925
- Kongreßbuch des Internationalen Schach-Turniers zu Marienbad vom 20. Mai bis 8. Juni 1925 Gunsberg, Isidor Arthur. – Berlin : Schachverlag B. Kagan, 1925

## Említése monográfiákban
- The Oxford Companion to Chess, 1992.
- Tim Harding: Eminent Victorian Chess Players: Ten Biographies, McFarland, 2012.

## Emlékezetes játszmái
Az első lejegyzett játszmája, amely nyomtatásban is megjelent az akkor 12 éves Günsberg Izidor és Beer Henrik, pesti sakkmester között.
Günsberg Izidor – Beer Henrik (Budapest, 1867) 1–0
Királycsel, Falkbeer-ellencsel  (C31)
1. e4 e5 2. f4 d5 3. exd5 e4 4. Nc3 Nf6 5. Fc4 Fc5 6. d4 Fb4 7. Fd2 e3 8. Fxe3 Fxc3+ 9. bxc3 Hxd5 10. Fxd5 Vxd5 11. He2 O-O 12. O-O Be8 13. Vd2 Ff5 14. Ff2 Fe4 15. c4 Vxc4 16. Hc3 Hc6 17. d5 Hb4 18. a3 Hxc2 19. Bac1 Hxa3 20. Vb2 Hc2 21. Bxc2 Fxc2 22. Vxc2 b5 23. Vd2 b4 24. Hd1 Bad8 25. Fxa7 Bxd5 26. Vf2 Be2 27. Vf3 Bd8 28. He3 Va2 29. h3 h6 30. Kh2 Bdd2 31. Va8+ Kh7 32. Ve4+ g6 33. Fd4 Vc4 34. f5 Vxd4 35. fxg6+ fxg6 36. Bf7+ Kg8 37. Ve8# 1–0
|    | |    |    |    |    |    |    |
|    | \| \| \| \| \| \| \| \| \| \| \| \| \| \| \| \| \| \| \| \| \| \| \| \| \| \| \| \| \| \| \| \| \| \| \| \| \| \| \| \| \| \| \| \| \| \| \| \| \| \| \| \| \| \| \| \| \| \| \| \| \| \| \| \| \| \| \| \| \| \| \| \| |    |    |    |    |    |    |
|    | |    |    |    |    |    |    |
| a8 | b8 | c8 | d8 | e8 | f8 | g8 | h8 |
| a7 | b7 | c7 | d7 | e7 | f7 | g7 | h7 |
| a6 | b6 | c6 | d6 | e6 | f6 | g6 | h6 |
| a5 | b5 | c5 | d5 | e5 | f5 | g5 | h5 |
| a4 | b4 | c4 | d4 | e4 | f4 | g4 | h4 |
| a3 | b3 | c3 | d3 | e3 | f3 | g3 | h3 |
| a2 | b2 | c2 | d2 | e2 | f2 | g2 | h2 |
| a1 | b1 | c1 | d1 | e1 | f1 | g1 | h1 |

| a8 | b8 | c8 | d8 | e8 | f8 | g8 | h8 |
| a7 | b7 | c7 | d7 | e7 | f7 | g7 | h7 |
| a6 | b6 | c6 | d6 | e6 | f6 | g6 | h6 |
| a5 | b5 | c5 | d5 | e5 | f5 | g5 | h5 |
| a4 | b4 | c4 | d4 | e4 | f4 | g4 | h4 |
| a3 | b3 | c3 | d3 | e3 | f3 | g3 | h3 |
| a2 | b2 | c2 | d2 | e2 | f2 | g2 | h2 |
| a1 | b1 | c1 | d1 | e1 | f1 | g1 | h1 |

Paulsen – Gunsberg (Nürnberg, 1883) 0–1
Középcsel, Paulsen-támadás (C22)
1. e4 e5 2. d4 exd4 3. Vxd4 Hc6 4. Ve3 g6 5. Fc4 d6 6. Fd2 Fg7 7. Hc3 Hf6 8. Hge2 He5 9. Fb3 Heg4 10. Vf3 h5 11. h3 He5 12. Ve3 Fd7 13. f4 Hc6 14. e5? dxe5 15. fxe5 Fh6! 16. Hf4 O-O! 17. exf6 Be8 18. He4 Ff5 19. O-O-O Bxe4 20. Vg3 (diagram) a Vf6: fenyegetés ellen, de most meglepetés jön Vxd2+!! 21. Bxd2 Fxf4 22. Vf2 Bd8 23. Bd1 Bxd2 24. Bxd2 Bd4 25. g4 hxg4 26. hxg4 Fxd2+ 27. Kb1 Fe3! 28. Ve1 Fxg4 29. c3 Ff5+ 30. Fc2 Fxc2+ 31. Kxc2 Be4 32. Vg3 Be5 33. Vh3 Be6 34. Vg3 Fb6 35. Vf4 He5 36. b4 c6 37. a4 Fd8 38. Vd4 Fxf6 39. Vxa7 Be7 40. a5 Kg7 41. Vc5 Hg4 42. b5 cxb5 43. Vxb5 Bc7 44. c4 Bxc4+! 45. Kd3 He5+ 46. Ke3 Bc7 47. Ke2 Bc2+ 48. Kd1 Ba2 49. Vxb7 Bxa5 0–1

Gunsberg – Blackburne (Fradford, 1887) párosmérkőzés 1–0
Négyes huszárjáték, Gunsberg-változat (C47)
1. e4 e5 2. Hf3 Hc6 3. Hc3 Hf6 4. a3 d6 5. h3 Fe7 6. d4 O-O 7. d5 Hb8 8. Fe3 He8 9. g4 Kh8 10. Vd2 c5 11. He2 b5 12. Hg3 a6 13. Fe2 g6 14. Fh6 Bg8 15. O-O-O Ff6 16. Bdg1 Ba7 17. g5 Fg7 18. Fxg7+ Bxg7 19. h4 f5 20. exf5 gxf5 21. h5 f4 22. h6 Bg8 23. Hh5 Bf7 24. Fd3 Ff5 25. Fxf5 Bxf5 26. Vd3 Bff8 27. g6! Bxg6 (hxg6-ra h7!) 28. Bxg6 hxg6 29. Hh4! (sokkal erélyesebb, mint 29. Vxg6, amire Bg8 30. hg7 Vf6-tal még védekezhet sötét) gxh5 30. Hg6+ Kg8 31. h7+! Kxh7 32. He7+ 1–0
|    | |    |    |    |    |    |    |
|    | \| \| \| \| \| \| \| \| \| \| \| \| \| \| \| \| \| \| \| \| \| \| \| \| \| \| \| \| \| \| \| \| \| \| \| \| \| \| \| \| \| \| \| \| \| \| \| \| \| \| \| \| \| \| \| \| \| \| \| \| \| \| \| \| \| \| \| \| \| \| \| \| |    |    |    |    |    |    |
|    | |    |    |    |    |    |    |
| a8 | b8 | c8 | d8 | e8 | f8 | g8 | h8 |
| a7 | b7 | c7 | d7 | e7 | f7 | g7 | h7 |
| a6 | b6 | c6 | d6 | e6 | f6 | g6 | h6 |
| a5 | b5 | c5 | d5 | e5 | f5 | g5 | h5 |
| a4 | b4 | c4 | d4 | e4 | f4 | g4 | h4 |
| a3 | b3 | c3 | d3 | e3 | f3 | g3 | h3 |
| a2 | b2 | c2 | d2 | e2 | f2 | g2 | h2 |
| a1 | b1 | c1 | d1 | e1 | f1 | g1 | h1 |

| a8 | b8 | c8 | d8 | e8 | f8 | g8 | h8 |
| a7 | b7 | c7 | d7 | e7 | f7 | g7 | h7 |
| a6 | b6 | c6 | d6 | e6 | f6 | g6 | h6 |
| a5 | b5 | c5 | d5 | e5 | f5 | g5 | h5 |
| a4 | b4 | c4 | d4 | e4 | f4 | g4 | h4 |
| a3 | b3 | c3 | d3 | e3 | f3 | g3 | h3 |
| a2 | b2 | c2 | d2 | e2 | f2 | g2 | h2 |
| a1 | b1 | c1 | d1 | e1 | f1 | g1 | h1 |

Gunsberg – Csigorin (Havanna, 1890) párosmérkőzés 1–0
Vezérgyalog megnyitás (D05)
1. Hf3 d5 2. d4 Hf6 3. e3 e6 4. Fd3 Fd6 5. b3 Hbd7 6. Fb2 O-O 7. Hbd2 Be8 8. He5 Hf8 9. f4 c5 10. O-O a6 11. Bf3 b5 12. dxc5 Fxc5 13. Bg3 Hg6 14. h4!? Vb6 14. – Hxf4-re 15. Hc6 Vb6 16. Fxf6 Hg6 17.h5 nyer) 15. Hf1 Hxh4 (diagram) (15. – Hxf4-re 16.Vf3! Hxd3 17.Vxf6)  16. Hxf7! Kxf7 (16. – Hf5 közbeiktatásra 17. Hh6+! Hxh6 18. Fxf6 nyer) 17. Fxf6 gxf6 (17. – Kxf6 18. Vh5 Hg6 19. Vxh7) 18. Vh5+ Ke7 19. Vxh4 Fd7 20. Bg7+ Kd6 21. Vxf6 Fxe3+ 22. Hxe3 Vxe3+ 23. Kf1! Bad8 24. Be1 Vd2 25. Be2 Vc1+ 26. Kf2 Kc6 27. Bxh7 Bf8 28. Bxe6+! Kc7 (28. – Fxe6-ra Vc3+! majd Vc7 matt!) 29. Bc6+ Kb7 30. Bb6+ 1–0

|    | |    |    |    |    |    |    |
|    | \| \| \| \| \| \| \| \| \| \| \| \| \| \| \| \| \| \| \| \| \| \| \| \| \| \| \| \| \| \| \| \| \| \| \| \| \| \| \| \| \| \| \| \| \| \| \| \| \| \| \| \| \| \| \| \| \| \| \| \| \| \| \| \| \| \| \| \| \| \| \| \| |    |    |    |    |    |    |
|    | |    |    |    |    |    |    |
| a8 | b8 | c8 | d8 | e8 | f8 | g8 | h8 |
| a7 | b7 | c7 | d7 | e7 | f7 | g7 | h7 |
| a6 | b6 | c6 | d6 | e6 | f6 | g6 | h6 |
| a5 | b5 | c5 | d5 | e5 | f5 | g5 | h5 |
| a4 | b4 | c4 | d4 | e4 | f4 | g4 | h4 |
| a3 | b3 | c3 | d3 | e3 | f3 | g3 | h3 |
| a2 | b2 | c2 | d2 | e2 | f2 | g2 | h2 |
| a1 | b1 | c1 | d1 | e1 | f1 | g1 | h1 |

| a8 | b8 | c8 | d8 | e8 | f8 | g8 | h8 |
| a7 | b7 | c7 | d7 | e7 | f7 | g7 | h7 |
| a6 | b6 | c6 | d6 | e6 | f6 | g6 | h6 |
| a5 | b5 | c5 | d5 | e5 | f5 | g5 | h5 |
| a4 | b4 | c4 | d4 | e4 | f4 | g4 | h4 |
| a3 | b3 | c3 | d3 | e3 | f3 | g3 | h3 |
| a2 | b2 | c2 | d2 | e2 | f2 | g2 | h2 |
| a1 | b1 | c1 | d1 | e1 | f1 | g1 | h1 |

Mason – Gunsberg (New York, 1889) I. szépségdíjas játszma 0–1
Olasz megnyitás (C50)
1. e4 e5 2. Hf3 Hc6 3. Fc4 Fc5 4. d3 d6 5. Fe3 Fb6 6. c3 Hf6 7. Hbd2 Ve7 8. a4? Fe6 9. Fb5 Fxe3 10. fxe3 a6 11. Fxc6+ bxc6 12. b4 O-O 13. O-O Hg4! 14. Ve2 f5 15. exf5 Fxf5 16. e4 Fd7 17. Hc4 Hf6 18. He3 g6 19. c4? Hh5 20. g3 Fh3 21. Bf2 Hg7 22. Vb2 He6 23. Be1 Bf7 24. Bee2 Baf8 25. He1 Hd4 26. Bd2 Vg5 27. H3g2 Fxg2 28. Kxg2 Ve3 29. Kf1 (diagram) Hb3!! 0–1 világos feladta, mert 30.Bde2-re vagy Bdc2-re 30. – Bf2:+ 31. Bf2: Hd2+ ellen nincs védelem.